# Peng Zhen
Peng Zhen, en chinois 彭真, (né le 12 octobre 1902 à Houma (Shanxi) – mort le 26 avril 1997 à Pékin) est un membre dirigeant du Parti communiste chinois.

## Biographie
Son nom initial était Fu Maogong. En 1923, il rejoint le Parti en tant que membre fondateur de la branche de la province du Shanxi. Il est arrêté en 1929, mais continue son activité politique en prison. Il est libéré en 1935 et commence à organiser un mouvement de résistance contre l'invasion japonaise. À la même période, il est nommé directeur du bureau logistique du PCC pour les régions du nord. On dit qu'il prit une part active à la prise de Pékin en 1948 par les forces communistes.
À l'issue de la conquête du pouvoir par les communistes, Peng est membre de plusieurs comités du Parti, ainsi que du secrétariat du Comité central du PCC (dont le 7e Politburo du PCC et le 8e.). Il occupe aussi le poste de premier secrétaire du Comité municipal de Pékin, et devient maire de Pékin en 1951.
Peng est la première victime politique de l'offensive de Mao Zedong en 1966, qui va lancer la révolution culturelle, mais survit et est réhabilité en 1979 par Deng Xiaoping. Il devient alors le secrétaire de la commission des affaires politiques et juridiques en 1980 au sein du 11e Politburo du PCC puis du 12e. En tant que président du Comité permanent de l'Assemblée populaire nationale en 1983, il s'efforce de renforcer le pouvoir du congrès.  Peng se retire de la vie politique en 1988.
Il est considéré comme un des Huit immortels du Parti communiste chinois. Son épouse est décédée en 2015 à 102 ans.
Durant la révolution culturelle, il fut emprisonné à la prison de Qincheng.

## Famille
Son fils Fu Liang a travaillé dans l’industrie ferroviaire puis dans le secteur des loisirs. Il a investi dans des activités de loisirs (yacht-clubs et terrains de golf). Selon le Center for Public Integrity, Fu Liang a géré des entreprises offshores aux îles Vierges Britanniques, ce qui lui aurait permis d'acheter un hôtel aux Philippines.

## Sources
1. ↑  Biographie dans l'Encyclopédie Universalis
2. ↑  « Informations : Décès de Peng Zhen » L'Humanité, 5 mars 1997, « Le dirigeant chinois, Peng Zhen, considéré comme un des trois fondateurs de la république populaire de Chine, serait mort samedi dans un hôpital de Pékin, selon le quotidien indépendant de Hong Kong, « Sing Tao ». Âgé de quatre-vingt-quatorze ans, Peng Zhen avait été hospitalisé après le décès de Deng Xiaoping. Peng était l'un des trois derniers « immortels » de la révolution, considérés comme fondateurs de l'État communiste chinois »
3. ↑  Daring to voice the unspoken
4. ↑  « Quand les élites chinoises profitent des paradis fiscaux », Europe 1, 22 janvier 2014.

- Le texte est fondé sur l'article : marxists.org article (GNU FDL).